# Преццо
Преццо (итал. Prezzo) — коммуна в Италии, расположена в провинции Тренто, в области Трентино-Альто-Адидже.
Население составляет 210 человек (2011 г.), плотность населения составляет 70 чел./км². Занимает площадь 3 км². Почтовый индекс — 38085. Телефонный код — 0465.
Покровителем коммуны почитается святой апостол Иаков Старший, празднование 25 июля.

## Демография
Динамика населения:

## Администрация коммуны
- Официальный сайт: http://www.comune.prezzo.tn.it/ Архивная копия от 11 февраля 2010 на Wayback Machine